# Крылов, Владимир Васильевич (экономист)
Влади́мир Васи́льевич Крыло́в (1934, Москва — 1989, Москва) — советский учёный-обществовед. Кандидат экономических наук (1974, диссертация «Производительные силы развивающихся стран и формирование их социально-экономической структуры»).

## Биография
После окончания средней школы поступает на исторический факультет МГУ, в 1957 году с отличием заканчивает. Дипломная работа посвящена теоретическим вопросам аграрного развития современной Франции, при защите рекомендована к публикации.
В связи делом Краснопевцева его исключают из комсомола и вместо аспирантуры распределяют на завод токарем. Научной работой он получает возможность заниматься только в 60-х годах.
Научная деятельность В. В. Крылова протекала в Институте Африки АН СССР, затем в ИМЭМО АН СССР и последние тринадцать лет его жизни — вновь в Институте Африки.
Среди его учеников был кандидат исторических наук, советский и российский учёный-историк, социальный философ, обществовед, публицист Андрей Ильич Фурсов.

## Работы
- Крылов, Владимир Васильевич. Производительные силы развивающихся стран и формирование их социально-экономической структуры : диссертация ... кандидата экономических наук : 08.00.17. — Москва, 1974. - 202 с.[2]
- Крылов В.В. Специфика природы наемных трудящихся в развивающихся странах и особенности их классовой борьбы // Исследования социологических проблем развивающихся стран. М.: Наука, 1978.
- Крылов В. В. (канд. экон. наук) Политические режимы развивающихся стран: социальная природа, эволюция, типология / АН СССР, Ин-т Африки. — М. : Б. и., 1985. — 158 с.; 21. — (Африка).[3]
- Теория формаций (текст pdf) В. В. Крылов ; Российская акад. наук, Ин-т Африки. — М.: Изд. фирма «Восточная литература», 1997. — 231 с. ISBN 5-02-017973-6
- Крылов В.В. Производство. Власть. Собственность. Фурсов о Крылове. М.: КМК, 2024. ISBN 978-5-907747-26-5